# Kleopatrastenen
Kleopatrastenen är en rest sten (bautasten) i Uppsala-Näs socken i Uppland. Den är cirka 4 meter hög och är belägen väster om Stabby gård, norr om Högby gård (Näs-Högby) och norr om vägen som går ut mot riksväg 55. Den är klassificerad som fornlämning i Riksantikvarieämbetets Fornsök.